# Caspar Commelin

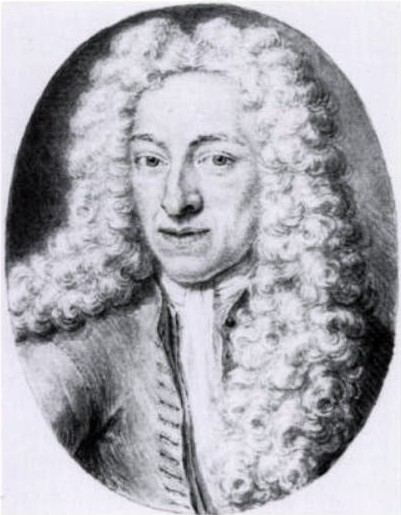
Caspar Commelin

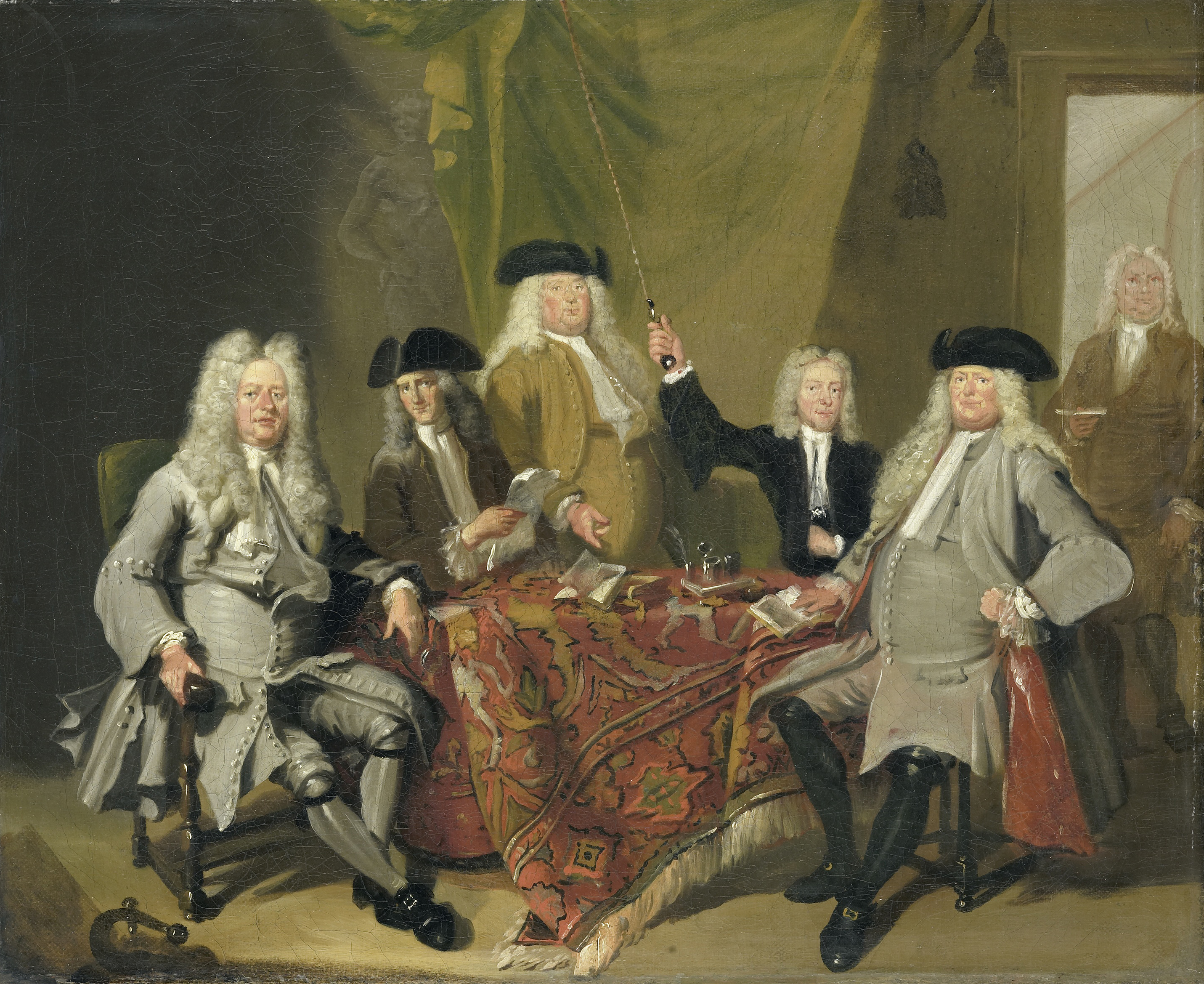
Die Inspektoren des Collegium Medicum (1724) von Cornelis Troost
(von links nach rechts) Hendrik van Bronkhorst, Jeronimo de Bosch, Daniël van Buren, Martinus Haesbaert, Caspar Commelin and Joost ter Pelkwijk

Caspar Commelin (* 1668 in Amsterdam; † 1731 ebenda; auch Caspar Commelijn) war ein niederländischer Botaniker. Sein offizielles botanisches Autorenkürzel lautet „C.Commelijn“.

## Leben und Wirken
Caspar Commelin war der Sohn seines gleichnamigen Vaters Caspar Commelin (1634–1693) und dessen erster Frau Margrieta Heydanus (1639–1669). Er war ein Neffe von Jan Commelin.
Am 12. September 1692 schrieb er sich an der Universität Leiden als Medizinstudent ein und beendete am 27. Februar 1694 dort sein Studium mit der Schrift De lumbricis. Nach dem Studium kehrte er in seine Heimatstadt Amsterdam zurück. Peter Hotton vermittelte ihn an Frederik Ruysch, der ihn 1696 als Botaniker am Hortus Medicus von Amsterdam anstellte. Seine erste botanische Arbeit erschien im selben Jahr als Flora Malabarica; sie ist ein Pflanzenregister, das den 12-bändigen Hortus Indicus Malabaricus von Hendrik Adriaan van Rheede tot Draakenstein erschließt.
19. März 1699 heiratete er Johanna Vogel, die aber bereits 1704 starb und ihm den Sohn Caspar (1700–1734) hinterließ, der als Mediziner tätig war.
1701 vollendete er den zweiten Teil des Werkes Horti medici Amstelodamensis plantarum, das sein Onkel Jan Commelin begonnen hatte. Seit diesem Jahr war er neben Ruysch in der Lehre als Lektor für die exotischen Pflanzen tätig (zwei seiner Vorlesungen wurden 1703 veröffentlicht). Auch nahm er die Pflanzenbestimmungen für Maria Sibylla Merians Surinambuch Metamorphosis insectorum Surinamensium vor.
Am 17. Juli 1705 heiratete er seine zweite Frau Maria van den Bosch. Er wurde 1706 Titular-Professor für Botanik am Athenaeum Illustre von Amsterdam. Seit 1711 war er Inspektor des Collegium Medicum und damit mitverantwortlich für die Reform der Amsterdamer Pharmakopoe im Jahr 1726.

## Ehrungen
Charles Plumier benannte den Commelins zu Ehren die Gattung Commelina der Pflanzenfamilie der Commelinagewächse (Commelinaceae). Carl von Linné übernahm später diesen Namen.
Am 26. Oktober 1704 wurde Caspar Commelin mit dem akademischen Beinamen Mantias I. zum Mitglied (Matrikel-Nr. 258) der Leopoldina gewählt. Am 28. August 1715 wurde er korrespondierendes Mitglied der Académie des sciences.

## Schriften (Auswahl)
- Flora Malabarica sive Horti Malabarici catalogus exhibens omnium eiusdem Plantarum nomina, quae è variis, tum veteribus tum recentioribus Botanicis collegit, & in ordinen Alphabeticum digessit. Leiden 1696 (Digitalisat).
- Plantarum usualium horti medici Amstelodamensis Catalogus. Amsterdam 1698 (Digitalisat).
- Praeludia Botanica ad Publicas Plantarum exoticarum demonstrationes, dicta in Horto Medico, cum demonstrationes exoticarum 3 Octobris 1701, & 29 Maii 1702. Leiden 1703 (online; mit 33 Tafeln, gestochen von Pieter Sluyter)
- Horti medici Amstelaedamensis Plantae Rariores et Exoticae Ad vivum aeri incisae. Leiden 1706 – mit 48 Tafeln, gestochen von Pieter Sluyter
- Botano-Graphia a nominum barbarismis restituta, quam Florae-Malabaricae nomine celebrem, alphabetice ordinavit. Leiden 1718.

## Nachweise